# أليكساندرو
أليكساندرو (بالبرتغالية: Alecsandro‏) مواليد 4 فبراير 1981 في البرازيل، هو لاعب كرة قدم برازيلي يلعب كمهاجم. لعب بين سنوات 2015-2017 مع نادي بالميراس. يلعب حاليًا مع نادي ساو بينتو البرازيلي.

## المسيرة الاحترافية

### أندية لعب لها
- نادي فيتوريا (البرازيل)
- نادي كروزيرو
- نادي الوحدة (الإمارات العربية المتحدة)
- نادي إنترناسيونال
- نادي فاسكو دا غاما
- أتلتيكو مينييرو
- نادي فلامنغو

## روابط خارجية
- أليكساندرو على موقع الاتحاد الدولي (مؤرشف)  (الإنجليزية)
- أليكساندرو على موقع قاعدة بيانات كرة القدم.إي يو (الإنجليزية)
- أليكساندرو على موقع Soccerway.com (الإنجليزية)